# Мироненко, Валентин Карпович
Мироненко Валентин Карпович (12 июня 1925, Кривой Рог, Екатеринославская губерния — 9 ноября 1995, Кривой Рог, Днепропетровская область) — машинист-экскаваторщик, новатор производства в чёрной металлургии, передовик производства на железорудных карьерах. Герой Социалистического Труда (1966).

## Биография
Родился 12 июня 1925 года в городе Кривой Рог.
С 1941 года начал трудовую деятельность машинистом паровоза на железнодорожной станции Бакал в Челябинской области. В 1956 году вступил в КПСС. В 1952—1982 годах работал машинистом экскаватора в карьере Южного горно-обогатительного комбината в Кривом Роге. С 1961 года начал работать на участке № 2 Южного ГОКа. В 1973 году окончил Криворожский политехнический техникум.
В 1955 году Валентин Карпович становится инициатором движения за эффективное использование рабочего времени и сокращение цикла погрузки горных масс одноковшовых экскаваторов, а в 1970 году — движения экскаваторщиков, так называемого клуба-«миллионеров», за достижение производительности экскаватора с ковшом ёмкостью 4,6 м³ при погрузке горных масс 1 млн м³ в год. В период девятой пятилетки (1970—1975) бригада Валентина Карповича установила четыре мировых рекорда по отгрузке горной породы.
Был делегатом XXIV, XXV и XXVI съездов Коммунистической партии Украины, член ЦК КПУ XXIV, XXV и XXVI съездов. Депутат Криворожского городского совета.
Умер 9 ноября 1995 года в Кривом Роге, где похоронен на кладбище в Ингулецком районе.

## Награды
- Медаль «Серп и Молот» (22.03.1966);
- орден Ленина (22.03.1966);
- орден Ленина (29.01.1974);
- орден Октябрьской Революции (30.03.1971);
- орден Трудового Красного Знамени (02.03.1981);
- Государственная премия СССР (1979) — за высокую эффективность и качество работы в металлургическом и химическом производстве на основе изыскания и использования внутренних резервов;
- знак «Шахтёрская слава» 2-й и 3-й степеней;
- Почётный горняк СССР (1963);
- медали.

## Память
- Турнир по волейболу памяти Валентина Мироненко[3].
- Памятная доска на доме № 5 по улице Савицкого в Кривом Роге[4].
- Имя на Стеле Героев в Кривом Роге.